# Dudleya saxosa
Dudleya saxosa (лат.) – вид суккулентных растений рода Дадлея, семейства Толстянковые. Родной ареал этого вида являются штаты Аризона и Калифорния США и Северо-Запад Мексики. Полукустарник, произрастает преимущественно в субтропических биомах.

## Описание
Dudleya saxosa растет из розетки мясистых листьев, которые могут быть плоскими и лопастными. Растение образует один или несколько прямостоячих стеблей, которые обычно имеют цвет от тускло-розового до красного, иногда с бледно-зеленой окраской. На стеблях компактные соцветия с ярко-желтыми лепестками.

#### Ботаническое описание

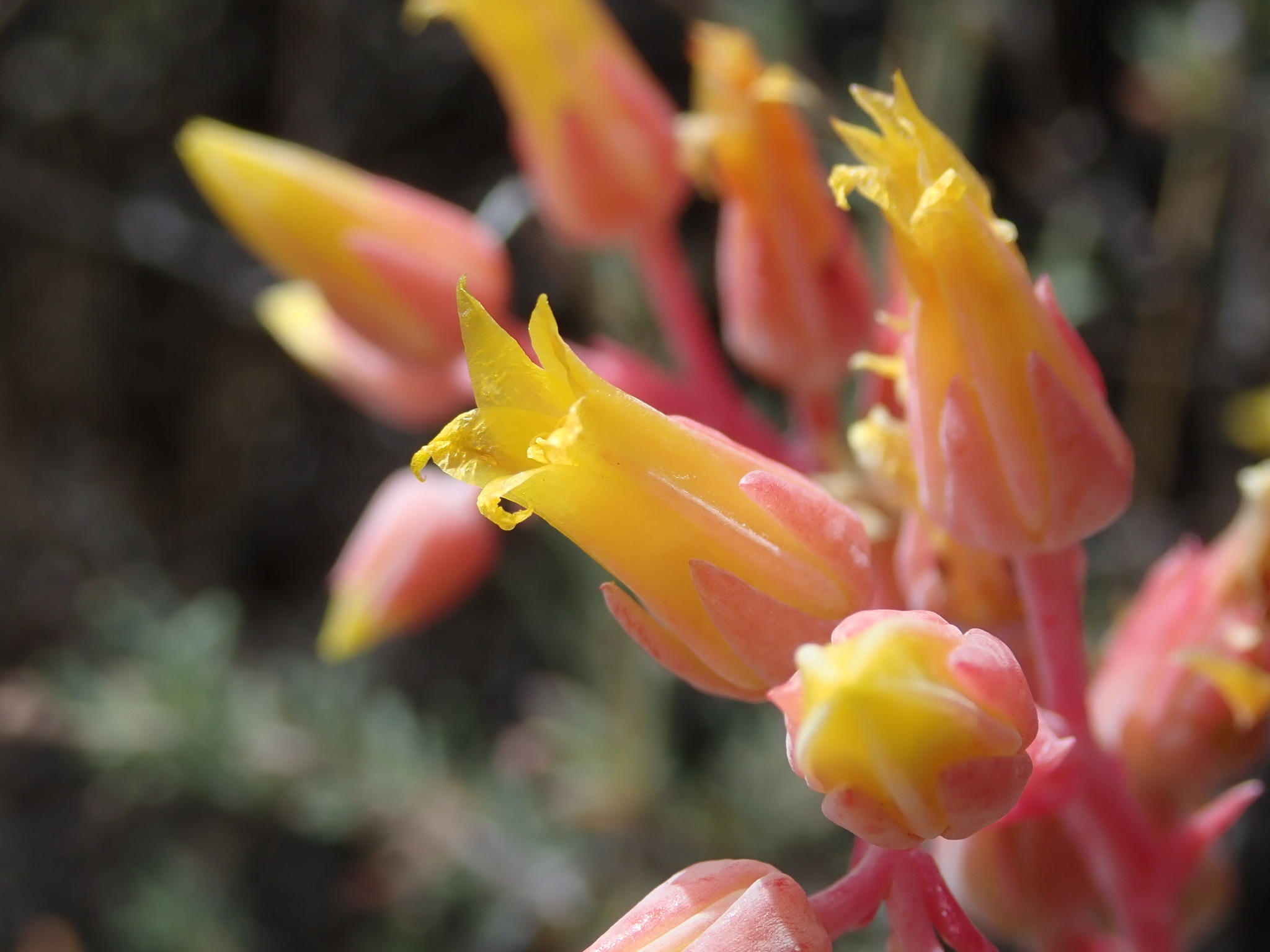
Соцветие

Листья розетки по 1-2, не в пучках, 10-25-листные, 3-12 см в диаметре; лезвия бледно-зеленые, продолговато-ланцетные, сужающиеся от основания или немного расширяющиеся ближе к середине, 3-15 × 0,5-2,5 см, 1,5-6 мм толщиной, основание 0,5-2,5 см шириной, вершина узко острая, поверхность не мучнистая, по крайней мере сизая когда молодой. Соцветия: кистевидные (красные), 2-3-ветвистые, округло-пирамидальные; ветки нескрученные (цветки на верхушке), простые или 1 раз раздвоенные, (шириной 5-20 см); cincinni 2-3, 2-20-цветковые, закругленные, 1-18 см высотой; цветочные побеги 5-40 × 0,2-0,9 см; листьев 5-20, восходящие, треугольно-ланцетные, 5-70 × 3-10 мм, на вершине острые. Цветоножки прямостоячие, при плодах не отогнутые, 5-20 мм высотой. Цветки: чашечка 4-8 × 4,5-7 мм; лепестки сросшиеся 1-4 мм, от ярких до зеленовато-желтых или с красными отметинами, 8-20 × 9-20 мм, вершина острая, кончики часто загнуты наружу; пестики сговорчивые, прямостоячие. Незрелые фолликулы прямостоячие.

## Таксономия
Dudleya saxosa (M.E.Jones) Britton & Rose, Bull. New York Bot. Gard. 3: 15 (1903).

#### Этимология
Dudleya: род назван в честь Уильяма Рассела Дадли[en], первого заведующего кафедрой ботаники Стэнфордского университета.
saxosa: видовой эпитет.

#### Синонимы
Гомотипные (основанные на одном и том же номенклатурном типе):
- Cotyledon lanceolata var. saxosum (M.E.Jones) Jeps. (1925)
- Cotyledon saxosum M.E.Jones (1898)

## Подвиды
Подтвержденные подвиды по данным сайта Plants of the World Online на 2022 год:
- Dudleya saxosa subsp. aloides (Rose) Moran
- Dudleya saxosa subsp. collomiae (Rose) Moran

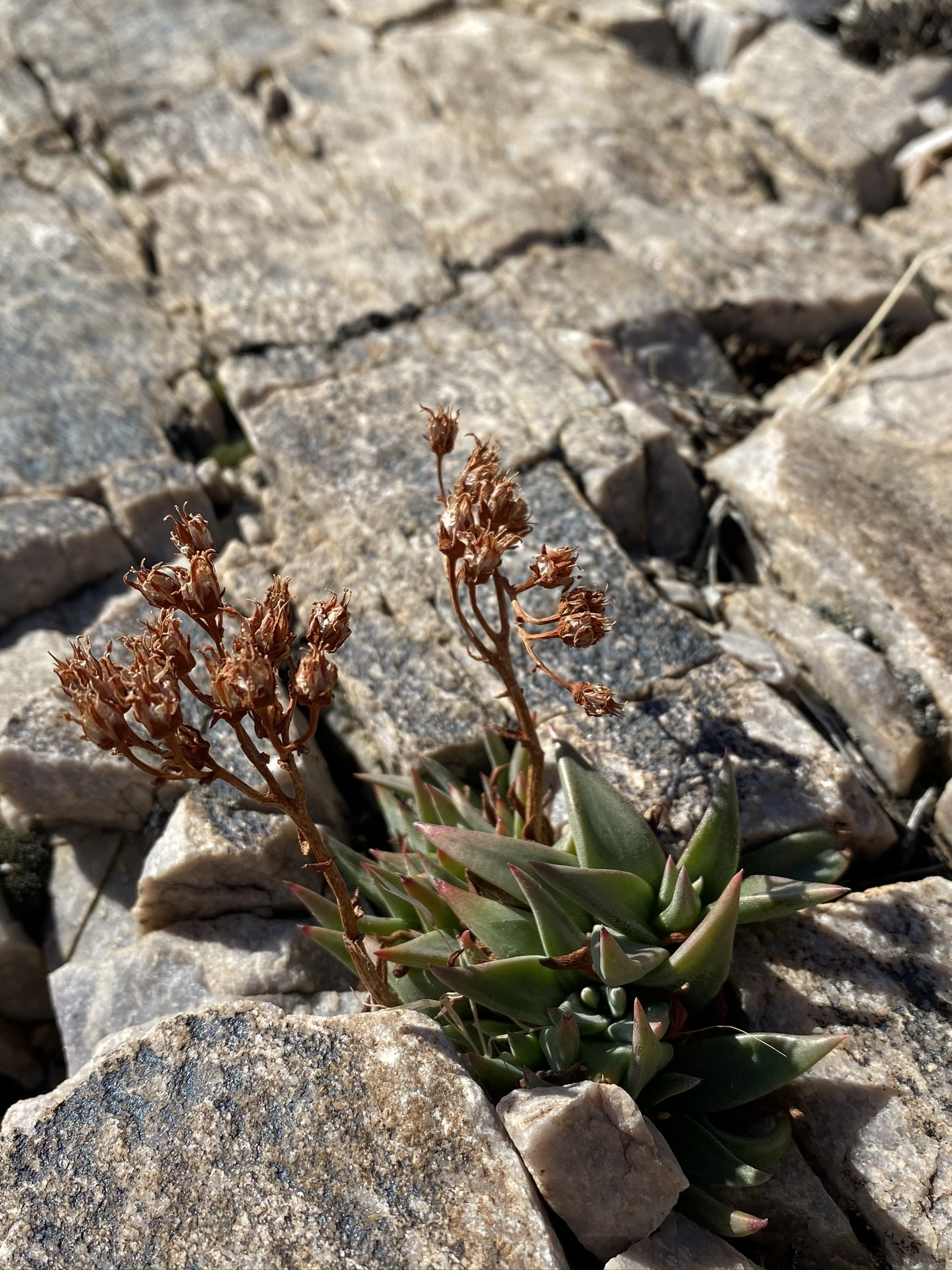
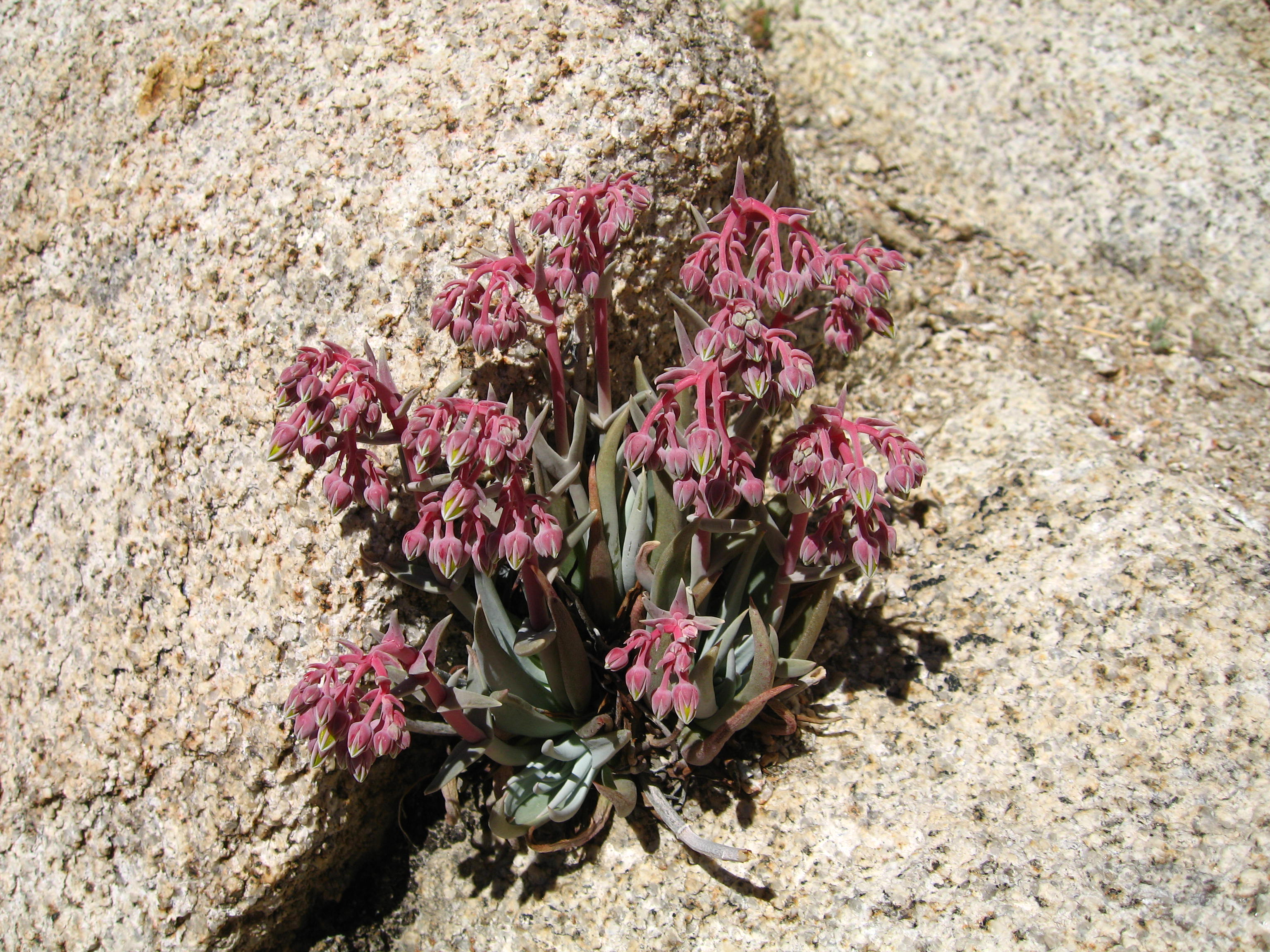
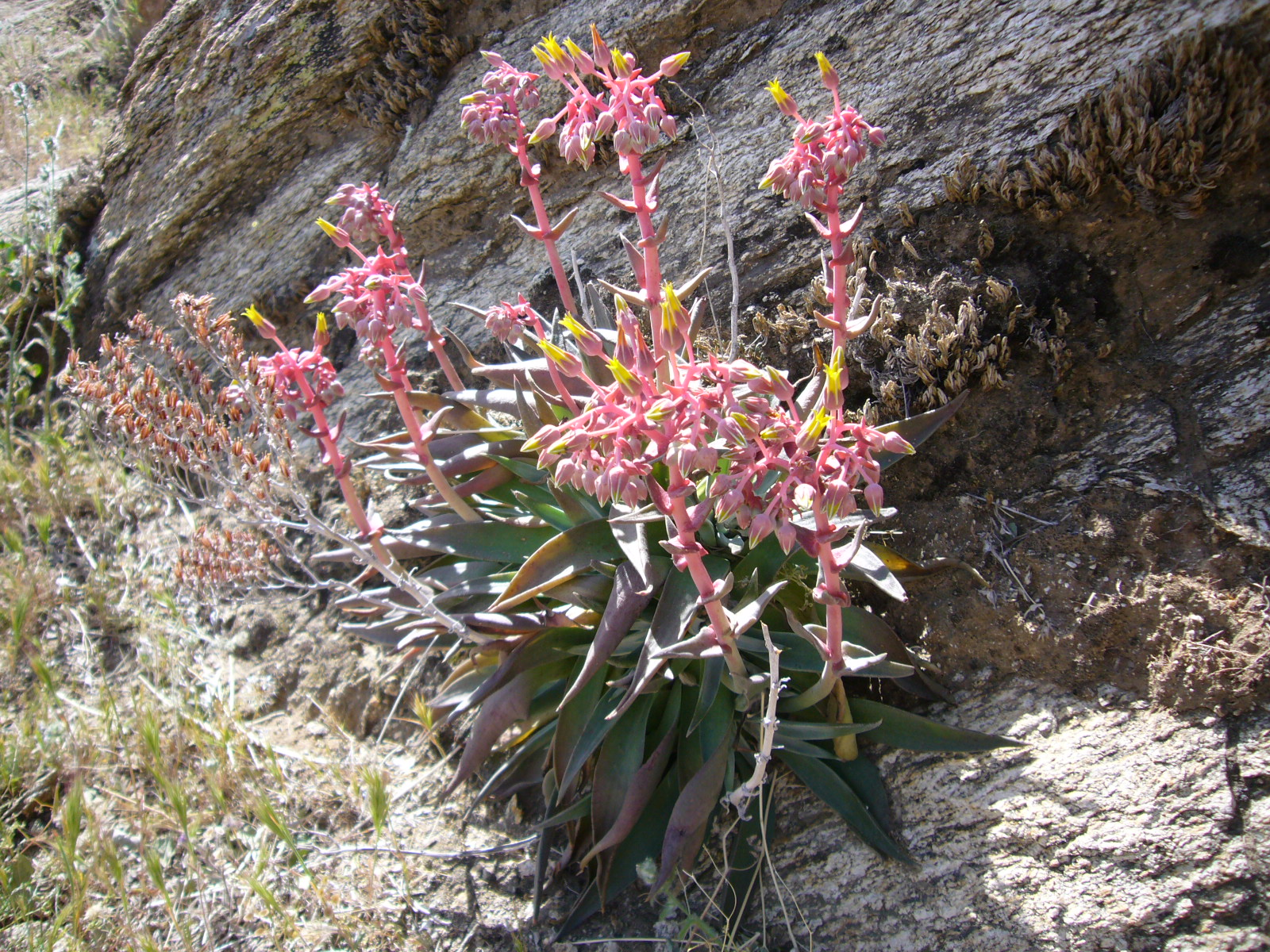
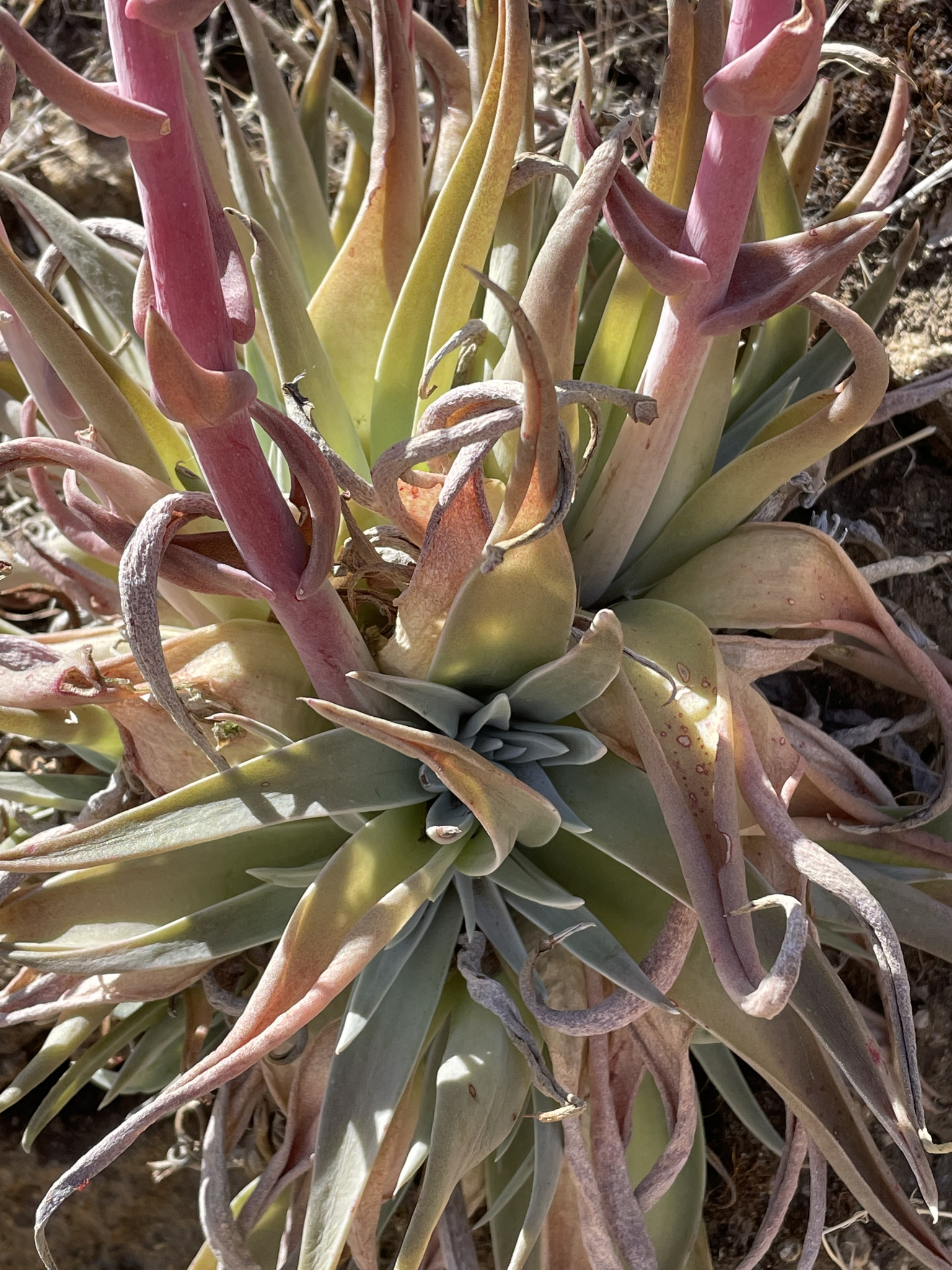

- Dudleya saxosa subsp. saxosa